# Zygota
Zygota je buňka s kompletní sadou chromozómů (u člověka to znamená sestavu 2n – diploidní – to jest každý chromozóm ve dvou kopiích). Zygota vzniká oplozením – splynutím pohlavních buněk, u člověka to značí samčí gametu (spermie) a samičí gametu (vajíčko). Gamety mají každá poloviční sádku chromozómů (u člověka 1n – haploidní). Jako vajíčko se obvykle charakterizuje větší a méně pohyblivá z obou pohlavních buněk. Přirozeně lze takové rozdělení aplikovat pouze u těch druhů, kde jsou pohlavní buňky diferencované.
Proces vzniku zygoty z pohlavních buněk (gamet) nazýváme oplodnění. Zygota se zpravidla dále mitoticky dělí.

## Další vývoj
U trojlistých živočichů nový organismus prochází řadou vývojových stadií: morula – blastula – gastrula. Způsob dělení zygoty na menší buňky se nazývá blastogeneze. Její první částí je rýhování, při němž se nezvětšuje celkový rozměr organismu. Druhou částí je gastrulace.

### Rýhování – Blastogeneze
- totální (úplné) – probíhá pouze u zárodků které mají malý, nebo vůbec neobsahují žloutek.
  - Vajíčko kopinatce, savců se rýhuje celé a vznikající buňky blastomery jsou téměř stejně velké. Všechny blastomery se ale nedělí současně, proto je uspořádání blastomer nepravidelné a liší se velikostí (u savců)
  - U obojživelníků první dvě rýhy rozdělí vajíčko na 4 blastomery, dále vajíčko dělí třetí rýha. Vznikají také menší mikromery a větší makromery.
  - U vajíček s malým množstvím žloutkových rezerv vzniká ke konci rýhování přechodný útvar, tzv. morula

- parciální (částečné) – probíhá u jedinců s velkým obsahem žloutku – rýhuje se pouze cytoplazma nebo malý terčík cytoplazmy na povrchu.
  - U ptáků, plazů se žloutek nerýhuje, rýhuje se jen zárodečný terčík.

Ze zygoty (viz výše) se postupným dělením rozšíří počet buněk až na 64 (morula).

### Blastula
Konečným stadiem rýhování je blastula charakteristická přítomností prvotní tělní dutiny blastocoelu, která vzniká rozestupem buněk uvnitř rozrýhovaného zárodku. Buňky, které obklopují blastocoel, jsou v jedné vrstvě a nazývají se blastoderm. Velikost blastocoelu je ovlivněna typem rýhování. Tam, kde je hodně žloutku, jsou velké žloutkem bohaté blastomery – blastocoel je zatlačován blíž k animálnímu pólu. U ptáků je blastocoel přítomen pouze jako úzká štěrbina mezi zárodečným terčíkem a žloutkem. U některých živočichů představuje stádium blastuly málo buněk – blastocoel se nevytvoří. U savců je rýhování stádiem blastocysta s dutinou vystlanou vnitřním zárodečným listem a stává se žloutkovým váčkem. V dutině je skupina buněk – embryoblast – z nich se vyvine vlastní zárodek. Vnější buňky trofoblastu vytvoří později zárodečný obal – chorion.

### Gastrulace
Diferenciace zárodečných listů. Vyvíjí se ektoderm – na povrchu, entoderm – uvnitř. V mnohých případech (tzv. Triblastica) vzniká současně mezoderm uložený mezi. Tím dosahuje zárodek stádia zvaného gastrula. Vznik zárodečných listů probíhá různým způsobem gastrulace podle typu blastuly. První vzniká ektoderm, pak následuje vytvoření entodermu.